# Мангоне
Мангоне, Манґоне (італ. Mangone, сиц. Mangune) — муніципалітет в Італії, у регіоні Калабрія,  провінція Козенца.
Мангоне розташоване на відстані близько 450 км на південний схід від Рима, 45 км на північний захід від Катандзаро, 14 км на південний схід від Козенци.
Населення — 1875 осіб (2014).
Щорічний фестиваль відбувається другої неділі вересня. Покровитель — Madonna dell'Arco.

## Демографія
Населення за роками:

Станом на 1 січня 2023 року в муніципалітеті офіційно проживало 95 іноземців з 15 країн, серед них 38 громадян країн Євросоюзу.

## Сусідні муніципалітети
- Челлара
- Фільїне-Вельятуро
- Патерно-Калабро
- Санто-Стефано-ді-Рольяно